# 김산
김산(金山, 1905년 4월 14일 (1905년 음력 3월 10일 - 1938년 10월 19일)은 사회주의 혁명가, 항일독립투사, 아나키스트, 국제주의자이자 민족주의자이며, 본명은 장지학(張志鶴) 또는 장지락(張志樂)이다. 중국 동북, 일본, 북경, 광동 등을 누비며 독립운동을 전개하다 희생된 독립운동가로 님 웨일즈의 아리랑에선 장지락으로 쓰여 있으며, 일본측의 문서에는 장지학으로 쓰여있다.

## 생애
본관은 인동이다. 평안북도 용천 출생으로 11살때인 1916년에 집을 나와 1919년부터 이듬해까지 아나키스트 활동을 전개하고, 1921년 일본을 거쳐 중국으로 건너가 도산 안창호 선생의 주선으로 난카이 대학에 입학하였으나 중국 학생과의 갈등으로 자퇴하였다.이후 쑨원이 세운 황포 군관학교와 중산 대학 경제학과에서 수학하였다. 1922년 중국 공산당에 입당한 뒤, 이듬해 공산청년동맹에 가입해 공산주의 잡지 《혁명》을 간행하고 1925년 중국 혁명에 참가, 다음해 조선혁명청년동맹 조직위원회의 기관지 《혁명동맹》 부주필을 맡아 선언문을 작성하고, 동양민족연맹을 결성하였다.
1928년부터 1930년까지 홍콩, 상해, 베이징 등지에서 활동하다 베이징 경찰에 체포되어 일본 영사관으로 넘겨진 뒤 조선에서 심문을 받다 다음해 4월 풀려났다. 이후 다시 베이징으로 가서 사범학교 및 소학교 교사로 생활하다가 1933년 4월 중국 경찰에 붙잡혀 다음해 1월에 탈출하였다.
이어 공산당 북부지구위원회에서 활동하던 중 결혼해 잠시 철도 노동자로 일했고, 1936년 7월에는 상하이에서 조선민족해방동맹을 창설하고, 8월에는 조선 혁명가 대표로 선발되었다. 1937년에는 항일 군정대학에서 물리학, 화학, 수학, 일본어, 한국어를 강의하였다.
하지만 그 다음해인 1938년, 캉셩(康生)의 지시로 '트로츠키주의자이자 일본의 간첩'이라는 누명을 쓰고 지시를 받은 중국 당국에 체포되어 처형당했다. 조직 보호를 위해 한동안 출판을 미뤄달란 약속을 지키려고 님 웨일스는 1941년에 미국에서 아리랑을 펴냈다. 김산이 아리랑에서 혁명가의 전범으로 꼽은 사람은 바로 박영이다.

## 사후
- 그의 부인은 사후 고씨 성을 가진 남자와 재혼했다 한다.

- 1941년 뉴욕에서 님 웨일즈의 《아리랑》이 출판되었고, 한국을 포함해 세계 곳곳에서 출간되었다. 웨일즈는 그를 "현대의 지성을 소유한 실천적 지성"으로 격찬하였다. 김산은 일본스파이로 몰려 1938년 처형되었지만, 1983년 1월에 중국공산당 중앙위원회 조직국을 통해 공식적으로 복권되어 명예가 회복되었다.

- 대한민국 정부는 2005년 건국훈장을 추서하였고, 아들 고(장)영광이 아버지의 건국훈장 애국장을 받기 위해 대한민국을 방문했다.
- 2005년 7월 KBS는 '나를 사로잡은 조선인 혁명가 김산'이라는 다큐멘터리를 방송하였다.
- 2008년 대한민국정부 수립 60주년 기념식에 중국에 사는 그의 외아들(고(장)영광)을 초청하였다.

## 기타
그는 김성숙, 김원봉 등과 평소 친하게 지냈다. 한편 그는 한위건과 사이가 좋지 않았다고 한다.

## 같이 보기
- 님 웨일즈
- 아리랑
- 김원봉
- 김성숙
- 김진익
- 김철수
- 김두봉
- 박헌영
- 백정기
- 이회영